# John L. Harmer
John Loren Harmer (* 28. April 1934 in Salt Lake City, Utah; † 6. Dezember 2019) war ein  US-amerikanischer Politiker. In den Jahren 1974 und 1975 war er Vizegouverneur des Bundesstaates Kalifornien.

## Werdegang
John Harmer war von 1955 bis 1957 als mormonischer Missionar in Großbritannien tätig. Er machte 1959 einen Bachelor-Abschluss an der University of Utah und erwarb dann 1962 an der dortigen Law School den Bachelor of Laws. Anschließend eröffnete er zusammen mit einem Partner eine eigene Anwaltskanzlei. Außerdem schlug er als Mitglied der Republikanischen Partei eine politische Laufbahn ein. Er wurde Mitglied im Stab von US-Senator Wallace F. Bennett aus Utah. Zwischen 1966 und 1974 saß er im Senat von Kalifornien. 1970 kandidierte Harmer erfolglos in den Vorwahlen seiner Partei für das Amt des Attorney General von Kalifornien. Im August 1972 nahm er als Delegierter an der Republican National Convention in Miami Beach teil, auf der Präsident Richard Nixon zur Wiederwahl nominiert wurde. Im selben Jahr war er auch einer der Wahlmänner, die Nixon offiziell in seine zweite Amtszeit wählten.
Nach dem Rücktritt von Vizegouverneur Edwin Reinecke im Jahr 1974 wurde Harmer vom damaligen Gouverneur und späteren Präsidenten Ronald Reagan zu dessen neuem Stellvertreter berufen. Dieses Amt bekleidete er bis zum offiziellen Ende der Amtszeit im Jahr 1975. Dabei war er auch Vorsitzender des Staatssenats. 1974 stellte er sich erfolglos zur Wiederwahl. Später wurde er Vizepräsident der amerikanischen Niederlassung eines chinesischen Autoherstellers. Im Jahr 2001 gründete er die Lighted Candle Society, deren Vorsitz er übernahm. Diese Gesellschaft bekämpfte vor allem die Pornographie. Danach lebte John Harmer mit seiner Ehefrau in Bountiful (Utah).